# Kováts Flórián
Kováts Flórián (Budapest, 1948. június 24. – 2011. október 2.) magyar népművelő.

## Életpályája
Szülei: Kováts György és Hazlach Olga voltak. 1966–1967 között műszerészként dolgozott. 1967–1970 között a Szombathelyi Tanítóképző Intézet népművelés-könyvtár szakos hallgatója volt. 1968–1969 között a dunaújvárosi Bartók Béla Művelődési Központban dolgozott. 1970–1974 között az ELTE BTK hallgatója volt. 1972–1974 között Zalaegerszegen filmművészeti előadó volt a Moziüzemi Vállalatnál. 1974–1976 között népművelési felügyelő volt a Városi Tanácsnál. 1976–1982 között a Zala Megyei Művelődési Központ igazgatója volt. 1982-ben elvégezte a Politikai Főiskolát is. 1982–1991 között a zalaegerszegi Városi Művelődési Központ igazgatója volt. 1988–1989 között az MSZMP Központi Ellenőrző Bizottságának tagja volt. 1989 nyarán kilépett az MSZMP-ből. 1992–1993 között, valamint 1996-tól kulturális vállalkozó volt. 1992-től a Magyar Művészeti Akadémia irodavezetője volt. 1993–1996 között a Közösségszolgálat Alapítvány ügyvezető titkára volt. 1998–2001 között a Milleniumi Kormánybiztos Hivatal vezetője volt.
Sírja Budapesten, az Óbudai temetőben található.

## Művei
- Ajánlások a községi és kisvárosi település-fejlesztési koncepciók készítéséhez (Beke Pállal, 1995)
- Ünnepel az ország (Nemeskürty Istvánnal, 2001)
- A mi rendszerünk (2006)

## Díjai
- Bessenyei György-emlékérem (1986)
- A Magyar Érdemrend tisztikeresztje (2001)[2]
- a Magyar Művészeti Akadémia aranyérme (2007)